# Душан Алимпић
Душан Алимпић (Бачка Паланка, 4. јануар 1921 — Нови Сад, 17. септембар 2002) био је учесник Народноослободилачке борбе и друштвено-политички радник СФР Југославије и САП Војводине. Од 1984. до 1986. године обављао је функцију председника Скупштине СФР Југославије.

## Биографија
Душан Алимпић рођен је у Бачкој Паланци када му је отац Душан био је начелник у Министарству унутрашњих дела Краљевине СХС. Од 1938. године је активиста Омладинског привредно-културног покрета, а од 1940. секретар Месног комитета Савеза комунистичке омладине Југославије Бачке Паланке. Члан Комунистичке партије Југославије постао је у мају 1941. године.
Био је један од организатора оружаног устанка 1941. године у свом крају. У јесен 1941. године постао је секретар Среског комитета КПЈ бачкопаланачког среза, а у фебруару 1942. године секретар Градског комитета СКОЈ-а Новог Сада. Од маја 1943. био је командир чете при Сремском одреду и Главном штабу НОВ и ПО Војводине за одржавање војно-политичких веза између Срема и Бачке. Од марта 1944. године је комесар Трећег бачко-барањског партизанског одреда.
После ослобођења радио је у Државној безбедности Бачке Паланке и Новог Сада, те у Секретаријату унутрашњих послова СР Србије. Био је председник Среског одбора Социјалистичког савеза радног народа Новог Сада, секретар Среског и Градског комитета Савеза комуниста Србије Новог Сада, посланик Друштвено-политичког већа Савезне скупштине и остало.
Као афирмисани друштвено-политички радник, 24. децембра 1972. године изабран је за председника Покрајинског комитета Савеза комуниста Војводине, а ту је функцију обављао све до 28. априла 1981. године. Од 1984. до 1986. године био је председник Скупштине СФР Југославије. Био је и члан Централног комитета СК Србије и Председништва Централног комитета СК Југославије.
Умро је 17. септембра 2002. године у Новом Саду.
Носилац је Партизанске споменице 1941., Ордена Републике са златним венцем и других одликовања.